# Benjamin S. Cowen
Benjamin Sprague Cowen (* 27. September 1793 im Washington County, New York; † 27. September 1869 in St. Clairsville, Ohio) war ein US-amerikanischer Jurist und Politiker. Zwischen 1841 und 1843 vertrat er den Bundesstaat Ohio im US-Repräsentantenhaus.

## Werdegang
Benjamin Cowen besuchte die öffentlichen Schulen seiner Heimat und studierte danach Medizin. Während des Britisch-Amerikanischen Krieges diente er als einfacher Soldat in den amerikanischen Streitkräften. Im Jahr 1820 zog er nach Moorefield in Ohio, wo er als Arzt praktizierte. Nach einem anschließenden Jurastudium und seiner 1829 erfolgten Zulassung als Rechtsanwalt begann er in St. Clairsville in seinem neuen Beruf zu arbeiten. Dort gab er zwischen 1836 und 1840 die Zeitung Belmont Chronicle heraus. Politisch schloss er sich der Whig Party an. Im Jahr 1839 war er Delegierter auf deren Bundesparteitag in Harrisburg, auf dem William Henry Harrison als Präsidentschaftskandidat nominiert wurde.
Bei den Kongresswahlen des Jahres 1840 wurde Cowen im elften Wahlbezirk von Ohio in das US-Repräsentantenhaus in Washington, D.C. gewählt, wo er am 4. März 1841 die Nachfolge von Isaac Parrish antrat. Bis zum 3. März 1843 konnte er eine Legislaturperiode im Kongress absolvieren. Diese Zeit war von den Spannungen zwischen Präsident John Tyler und den Whigs geprägt. Außerdem wurde damals bereits über eine mögliche Annexion der seit 1836 von Mexiko unabhängigen Republik Texas diskutiert.
In den Jahren 1845 und 1846 saß Benjamin Cowen als Abgeordneter im Repräsentantenhaus von Ohio. 1847 wurde er Vorsitzender Berufungsrichter. Er starb am 27. September 1869, seinem 76. Geburtstag, in St. Clairsville.